# Bulbul à lunettes jaunes
Pycnonotus urostictus
Espèce
Statut de conservation UICN

 LC  : Préoccupation mineure
Le Bulbul à lunettes jaunes (Pycnonotus urostictus) est une espèce de passereau de la famille des Pycnonotidae.
Il est endémique aux Philippines.
Son habitat naturel est constitué des forêts des plaines humides subtropicales ou tropicales.